# مولونو
مولونو (به ایتالیایی: Molveno) یک کومونه در ایتالیا است که در ترنتینو واقع شده‌است.

## خصوصیات
مولونو ۳۵٫۲ کیلومترمربع مساحت و ۱٬۱۳۸ نفر جمعیت دارد و ۸۶۴ متر بالاتر از سطح دریا واقع شده‌است.